# Brunia cordata
Brunia cordata là một loài trong chi, thuộc họ Bruniaceae. Loài được Burm. f. phát hiện.